# ۱۹ شهریور
۱۹ شهریور صد و هفتاد و چهارمین روز سال در گاه‌شماری خورشیدی است. به پایان سال ۱۹۱ روز (۱۹۲ روز در سال کبیسه) باقی‌است.

## رویدادها
- ۱۳۸۶ - حادثه ۱۹ شهریور ۱۳۸۶ فروند هواگرد آموزشی
- ۱۳۹۰ - حادثه رزمایش ۱۹ شهریور ۱۳۹۰ هواگرد نظامی نورثروپ اف-۵
- ۱۳۹۸ - رقابت ۱۹ شهریور ۱۳۹۸ تیم ملی فوتبال ایران با تیم ملی فوتبال هنگ کنگ در مرحله مقدماتی جام جهانی فوتبال ۲۰۲۲ (آسیا) و مرحله مقدماتی جام ملت‌های آسیا ۲۰۲۳

## زادروزها
- ۱۲۷۴ - نورعلی الهی، فیلسوف
- ۱۳۱۳ - روح‌الله رحمانی، دونده
- ۱۳۱۴ - مسعود عربشاهی، نقاش
- ۱۳۲۰ - عباس تجویدی، نوازنده ویولن
- ۱۳۴۴ - مونا محمودنژاد، شهروند بهایی اعدام‌شده پس از انقلاب ۱۳۵۷
- ۱۳۵۰ - پانته‌آ رحمانی، نقاش و مجسمه‌ساز
- ۱۳۵۶ - فردین معصومی، کشتی‌گیر
- ۱۳۵۹ - شاهین نجفی، خواننده
- ۱۳۵۹ - بابک حمیدیان، بازیگر
- ۱۳۶۰ - مسعود هاشم‌زاده، از کشته‌شدگان حوادث پس از دهمین دوره انتخابات ریاست‌جمهوری ایران
- ۱۳۶۴ - مهرداد طهماسبی، بازیکن فوتبال
- ۱۳۶۴ - فرشاد علیزاده، کشتی‌گیر
- ۱۳۶۸ - نغمه مرادی، فوتبالیست
- ۱۳۶۸ - محمد مختاری، از کشته‌شدگان اعتراضات ۲۵ بهمن ۱۳۸۸ جنبش سبز
- ۱۳۷۱ - پویا بختیاری، از کشته‌شدگان اعتراضات آبان ۱۳۹۸ ایران
- ۱۳۷۳ - مهدی ترابی، فوتبالیست

## درگذشت‌ها
- ۱۳۵۸ - سید محمود طالقانی، از بنیان‌گذاران نهضت آزادی ایران[۱]
- ۱۳۷۵ - ولی‌الله خاکدان، طراح صحنه
- ۱۳۸۶ - احمد حیدربیگی، نویسنده